# Jordi Savall i Bernadet
Jordi Savall i Bernadet (Igualada, l'Anoia, 1 d'agost de 1941) és un músic català, especialitzat en la viola de gamba, la direcció d'orquestra i la recerca musicològica de música antiga. També ha conreat en menor grau el camp de la composició. És un dels especialistes en música antiga més reconeguts del món i pioner en la recuperació dels sons del Renaixement i del Barroc. Ha enregistrat més de 200 àlbums, ha creat música per al cinema, i cada any ofereix més de 150 concerts gràcies a una curosa planificació dels seus projectes.
Va estar casat amb la soprano Montserrat Figueras i actualment està casat amb la filòsofa Maria Bartels. És fundador, juntament amb Montserrat Figueras, dels grups musicals
Hespèrion XXI (1974), La Capella Reial de Catalunya (1987) i Le Concert des Nations (1989) amb els què s'ha dedicat a la recerca d'aquestes músiques antigues. Posteriorment, va fundar l'any 2017 la Jove Capella de Catalunya, seguida de La Capella Nacional de Catalunya (2020), amb la intenció de fer créixer una nova generació de cantants internacionals per a La Capella Reial de Catalunya i de fer accessible la música històrica i contemporània a tot tipus de públics. El 2018, va crear Orpheus 21, un conjunt musical integrat per músics professionals, migrants i refugiats del Mediterrani, i el 2023 va fundar Les Musiciennes du Concert des Nations, una orquestra exclusivament femenina especialitzada en repertoris barrocs, inspirada en les orquestres femenines del segle XVIII, especialment a Itàlia. L'any (2021) funda el Festival Jordi Savall. Les seves activitats com a concertista, pedagog, investigador i creador de nous projectes, tant musicals com culturals, el situen entre els principals artífexs del fenomen de revalorització de la música històrica.
Durant mig segle s'ha dedicat a l'empresa titànica de recuperar els llegats musicals de desenes de cultures i èpoques i en el camí s'ha convertit en un treballador incansable per la pau entre els pobles. Guanyador de nombrosos premis a França, Suïssa, Alemanya o Espanya, com el Midem Awards, l'International Classical Music Awards i un Grammy Award, Per aquest motiu, el 2008 va ser designat «Ambaixador de la Unió Europea per al diàleg intercultural»; a més, tant ell com i Montserrat Figueras van ser nomenats el 2009 «Artistes per la Pau» dins el programa «Ambaixadors de bona voluntat» de la UNESCO.

## Biografia

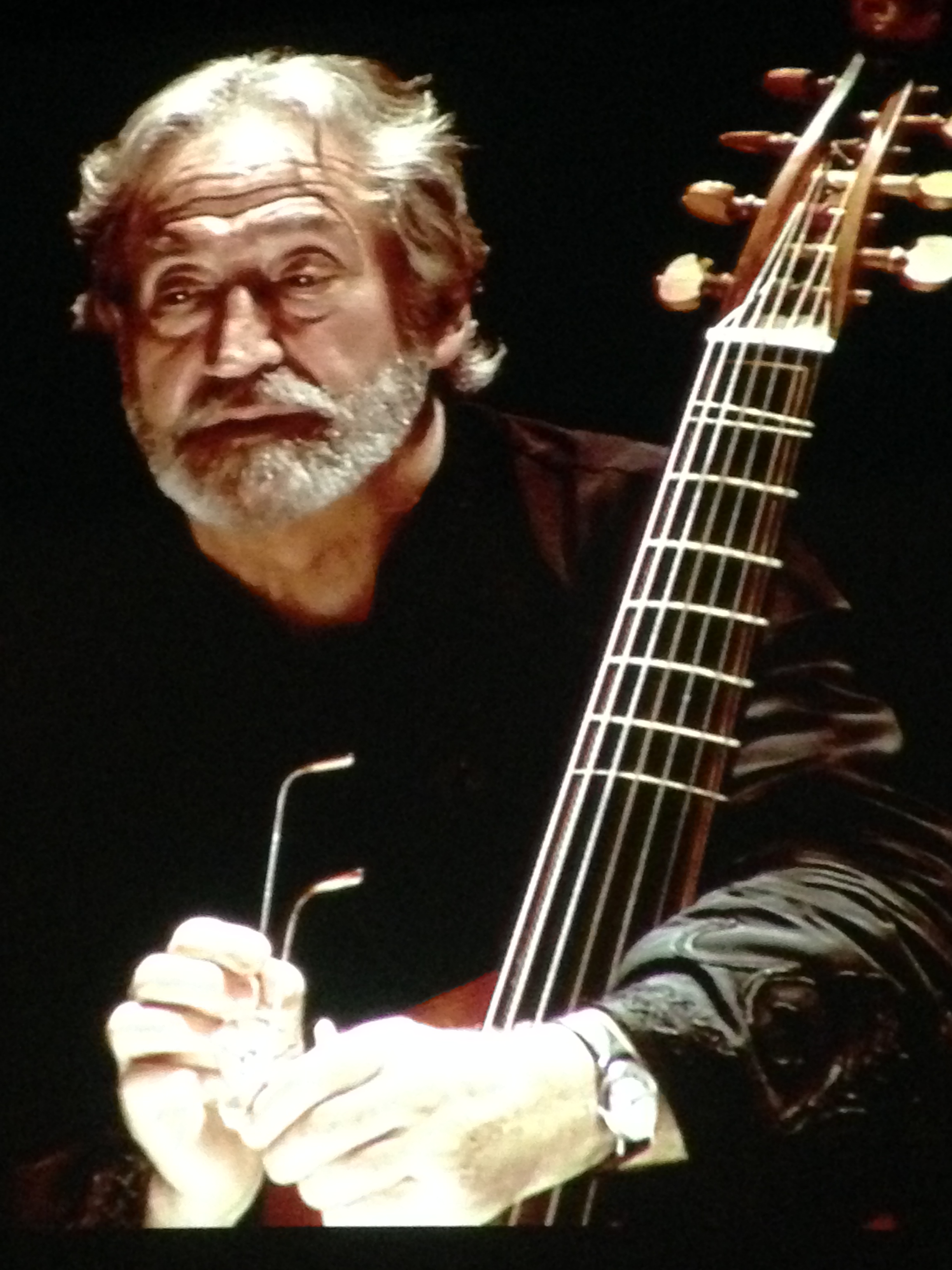
El 1970 va començar una reeixida carrera com a intèrpret de viola de gamba, instrument del qual és considerat per la crítica un dels més grans intèrprets

Savall va començar a estudiar música als sis anys, a Igualada, on fou deixeble de Joan Just al Conservatori de l'Ateneu Igualadí, i membre dels Pueri cantores de l'Escola Pia, i del conjunt Néixer, quintet de concertistes d'harmònica. Continuà la seva formació amb els mestres Sants Sagrera, Josep Trotta i especialment Joan Massià, en música de cambra, anàlisi musical i interpretació. El 1965 va acabar els estudis superiors de música i violoncel al Conservatori de Barcelona. Acabats els estudis, va començar la seva dedicació a la viola de gamba i els treballs sobre música antiga. En aquell moment s'inicià en la pràctica de la música antiga amb Enric Gispert i col·laborà amb Ars Musicae, on també coneix a la soprano barcelonina Montserrat Figueras amb la que es casa el 1968.
El gener de 1966 va tocar el violoncel amb el Cor Madrigal al Conservatori Superior Municipal de Música. El 1967 va tocar la viola de gamba al V Festival Internacional de Música de Barcelona en un concert de música antiga amb les cantants Isabel Penagos i Ana María Higueras i la clavecinista Genoveva Gálvez. Un altre recital amb la viola de gamba, ara amb les sonates de Bach per a flauta i clavicèmbal i al Museu Marítim, les va interpretar al costat de Salvador Gratacós a la flauta i Robert Veyron-Lacroix al clavicèmbal. Savall, que s'havia convertit en l'únic intèrpret d'aquest instrument en el terreny professional a Catalunya, va ajudar al fet que les sonates fossin transmeses en la versió completa i autèntica, amb el baix reforçat pel lleu i característic so de l'al·ludit instrument.

### Suïssa
Després de ser becat per la Fundació March, va marxar a diversos països de l'estranger, on va investigar en biblioteques i va examinar múltiples manuscrits. El 1968, després de casar-se amb Montserrat Figueras, s'instal·len a Basilea, Suïssa, on residiren per a ampliar la seva formació amb el mestre August Wenzinger a la Schola Cantorum Basiliensis, especialitzada en música antiga, reivindicant un instrument antic gairebé oblidat, la viola de gamba, i defensant la importància de la música antiga de la península Ibèrica. Aquesta etapa la va acabar el 1970. Un parell d'anys després hi va haver una convocatòria per a cobrir les places de professor de viola de gamba i de música antiga de conjunt en aquest Conservatori. En guanyar les dues oposicions es va quedar allà lliurat a la docència musical. Així, va començar una reeixida carrera com a intèrpret de viola de gamba, instrument del qual és considerat per la crítica com un dels més grans intèrprets.

### Hespèrion XX
L'any 1974, amb la seva esposa, aleshores, Montserrat Figueras, van decidir fundar un grup de música antiga. Per a això es van reunir un grup de músics de diferents països: un argentí, un nord-americà, un parell d'italians, un parell de francesos, un parell d'espanyols... El grup va rebre el nom d'Hespèrion XX (reanomenat Hespèrion XXI a l'entrada del segle XXI), derivat de la denominació que en l'antiguitat van tenir la península Ibèrica i la península italiana (les més occidentals d'Europa), i XX, pel segle en què estaven. Així volien assenyalar que el que pretenien era que la música antiga fos rebuda de la mateixa manera com ho era en el seu temps amb tota la seva vitalitat i tot el seu rigor d'estil, d'originalitat, d'utilització d'instruments d'època, d'interpretació, etcètera. El grup dirigit per Jordi Savall va dur a terme una tasca molt intensa, amb més d'una vintena de discos i concerts per tot el món. Hespèrion XX tenia un nucli estable de vuit persones a les quals s'unien els millors especialistes de cada instrument, segons les exigències de cada actuació o gira. Els instruments de vent utilitzats per Hespèrion XX eren còpies exactes d'instruments d'època. Quant als de corda, eren originals, exemplars únics que Jordi Savall havia anat trobant en els seus vint anys de dedicació en aquest camp. Per exemple, la viola soprano que utilitzava era italiana, del segle xvi.
La temporada 1976-1977 fa formar part de l'Orquestra Ciutat de Barcelona. El 1977 va actuar al Palau de la Música amb el trio format per ell mateix amb la viola de gamba, Maria Lluïsa Cortada (clavicèmbal) i Pere Ros (viola de gamba) en el marc del Festival Internacional de Música de Barcelona.
L'octubre de 1978, en el Festival Internacional de Música de Barcelona, amb l'Hespèrion XX, interpreta Música espanyola de l'època de Miguel de Cervantes (1547-1616), al Saló de Tinell. L'any següent, el Monestir de Pedralbes acull el II Festival de Música Antiga de Barcelona i Savall interpreta Música de J.S. Bach del temps de Shakespeare. El mateix 1979, intervé de nou en el Festival Internacional de Música de Barcelona amb el Trio de Violes de Gamba format també per Christophe Coin i Sergi Casademunt, en un auditori nombrosíssim que es va mostrar entusiasta a les versions originals interpretades. Repetiria el 1981 amb Música i espai en el segle xvii amb el grup Herpèrion XX. L'estiu de 1982 va actuar en el Festival Música als quatre vents a Santa Maria de l'Estany, sempre tocant la viola de gamba, ara al costat de Maria Lluïsa Cortada al clavicèmbal. El desembre, va dirigir el grup Hespèrion XX format per Montserrat Figueras, Cristopher Rabson, Rui Taveira i Luis Alvarez el concert Un Nadal català al Renaixement a l'Església de Sant Felip Neri. El gener de 1983, al Palau de la Música, Hespèrion XX, aquesta vegada acompanyats per Hopkinson Smith i Gordon Murray, van intrerpretar Àries, cantates i varacions (Itàlia, França i Espanya del 1650 al 1750).
El setembre dels anys 1983 a 1987 va exercir a la Seu d'Urgell un curs d'interpretació titulat Música del Renaixement a Catalunya. El maig de 1984 toca de nou al Palau el programa de Música del Renaixement, en la Cort de Nàpols (1442-1556).
A Jordi Savall no li agrada la rutina ni la repetició del mateix fins a l'infinit, sinó descobrir la naturalesa de les coses noves. Això el va portar a la viola de gamba i al repertori en el qual cada vegada es va submergir i que anava canviant cada 3 o 4 mesos. Jordi Savall i el seu grup estaven obstinats a donar a conèixer unes obres importants, fonamentals, que per raons històriques i d'inexistència dels instruments i intèrprets adequats no s'havien pogut executar o, quan s'havia fet, ho havien estat en condicions no ideals.
El març de 1985, Savall va tocar la viola de gamba en la Passió segons sant Joan de Bach dirigida pel mestre Antoni Ros-Marbà amb l'Orquestra Ciutat de Barcelona i l'Orfeó Donostiarra. El novembre de 1986, en el Concert preinaugural de la Temporada Euroconcert 1986/1987, Montserrat Figueras i Jordi Savail varen interpretar Musicall Banquet de Robert Dowland al Palau de Pedralbes. Més endavant va interpretar Música i mitologia entorn de Monteverdi.

### La Capella Reial de Catalunya
El març de 1987, Jordi Savall decideix deixar Suïssa, on va residir durant gairebé vint anys, i s'instal·la definitivament a Barcelona per fundar la Capella Reial de Catalunya. La Capella Reial fou la primera agrupació a Espanya que, adoptant la denominació tradicional de les institucions que van contribuir a la florida de la música històrica i que van donar vida a les corts reials, principesques i eclesials, pretenia divulgar el llegat de la música antiga a través de l'aproximació més gran possible a les coordenades en què aquella es produeix i des d'un dels àmbits europeus que va originar una de les mostres més personals en aquest camp: la música hispànica. La Capella Reial estava constituïda per músics d'alt nivell tècnic i primeres figures internacionals en l'especialitat, amb un nombre variable i subjecte a les necessitats (entre vuit i cinquanta components). El seu objectiu principal és donar a conèixer universalment el repertori de la música històrica catalana i, per extensió, la hispànica i la del món sencer. Tots els integrants de la Capella Reial havien treballat anteriorment amb Jordi Savall, ja com a solistes, en grup o en col·laboració del famós conjunt Hespèrion XX.
Un assaig general de les possibilitats de La Capella Reial es va produir l'agost de 1986, quan la major part dels components de la nounada agrupació va participar, juntament amb Hespèrion XX, en el concert inaugural del Holland Festival. Les crítiques rebudes llavors van ser immillorables.
L'estiu de 1987 al Festival Internacional de Música de la Porta Ferrada de Sant Feliu de Guíxols, el grup Hespèrion XX va interpretar L'Armada Invencible, música i mitologia hispàniques en el segle XVII. L'octubre, en el Festival Internacional de Música de Barcelona va interpretar Música catalana del segle XVI.

### Le Concert des Nations
L'any 1989 funda l'orquestra barroca i clàssica Le Concert des Nations, amb repertoris que van des de l'edat mitjana al segle xix, sempre interpretats amb el màxim rigor històric. Entre els col·laboradors habituals que Savall ha tingut en els seus grups hi ha el nord-americà Hopkinson Smith i el noruec Rolf Lislevand, entre d'altres.
L'any 1991 presentà al Liceu l'òpera Una cosa rara de l'autor valencià, nascut el 1754, Vicent Martín i Soler, rival de Mozart.
Ha dirigit orquestres de prestigi com l'Orquestra Simfònica de la Fundación Calouste Gulbenkian, l'Orquestra Camerata de Salzburg, la Wiener Kammerorchester i la Philarmonia Baroque Orchestra de San Francisco, entre d'altres.
Durant més de vint-i-cinc anys de reivindicació de la música antiga, Jordi Savall ha rebut nombroses distincions: El 1988 va ser condecorat Officier de l'Ordre des Arts et Lettres pel Ministeri de Cultura francès. El 1990 va rebre la Creu de Sant Jordi. El 1998, el Ministerio de Cultura d'Espanya li va atorgar la Medalla de Oro de las Bellas Artes, i des del 1999 és Membre d'Honor de la Konzerthaus de Viena. També ha rebut el Premi d'Honor de la Fundació Jaume I (2000) i ha estat investit doctor honoris causa per la Université Catholique de Louvain (Bèlgica). El 2003 fou guardonat amb la Medalla d'Honor del Parlament de Catalunya.
La seva discografia supera el centenar d'enregistraments en diferents segells, pels quals ha rebut més de cinquanta premis internacionals. Des de 1998 edita els seus discs amb el seu segell propi, Alia Vox.
La seva feina també inclou la música per a pel·lícules, premiada l'any 1992 amb un premi Cèsar de l'Acadèmia Francesa de Cinema per la banda sonora de Tots els matins del món. També fou nominat al mateix premi el 1998 per la partitura de Marquise. El 2000 va rebre el Premi d'Honor Lluís Carulla i el 2009 el Premi Nacional de Música pel seu treball "monumental" de recerca musical, que ha quedat recollit en l'obra "Jérusalem. La ville des deux Paix: La Paix céleste et la Paix terrestre".
El gener del 2011 fou elegit membre d'honor de l'Acadèmia del Cinema Català, i el mes següent el llibre-disc Dinastia Borja va rebre el reconeixement de la indústria musical estatunidenca amb el premi Grammy a la millor actuació de petit format de música clàssica.
El 2012 fou guardonat amb el Premi musical Léonie Sonning, considerat el Premi Nobel de la música. El 2013 va rebre la distinció de cavaller de la Legió d'Honor de mans de l'escriptor Amin Maalouf, membre de l'Acadèmia Francesa, en un acte al Palau de la Generalitat de Catalunya.
El 7 d'octubre del 2014 va rebre la Medalla d'Or que li va atorgar la Generalitat de Catalunya per la seva destacada trajectòria musical i la seva contribució de primer ordre a la cultura i la civilitat. Uns dies després va rebutjar el Premi Nacional de Música espanyol, en la modalitat d'interpretació, concedit pel Ministeri d'Educació, Cultura i Esport i valorat en 30.000 euros. Els motius del músic responien a les seves discrepàncies amb la política cultural del ministeri, dirigit per José Ignacio Wert.
És pare de Ferran Savall, cantautor de música tradicional, i d'Arianna Savall, soprano, compositora i arpista reconeguda internacionalment, que treballà amb el seu pare fins a l'any 2008.
El febrer de 2017 va rebre el Premi Ciutat de Barcelona.
Jordi Savall té, a Cardona, un dels seus preferits santuaris: la Col·legiata de Sant Vicenç de Cardona, una de les obres mestres del romànic català. El músic reconeix aquest espai com «un dels llocs amb les millors condicions acústiques del món». Lloc que li serveix per inspirar-se i registrar les seves composicions. Per aquest motiu, el juny de 2019, va rebre el títol de Fill Adoptiu de Cardona, després de realitzar un concert per commemorar els mil anys d'història d'aquesta joia del romànic.

## Discografia
Jordi Savall ha realitzat nombrosos enregistraments com a director d'Hespèrion XXI, la Capella Reial de Catalunya i de Le Concert des Nations. Aquí la llista només els enregistraments en solitari
- Discografia
  - 1975 - Marin Marais, Pièces de viole du second livre, 1721, amb Anne Gallet i Hopkinson Smith (Astrée)
  - 1975 - François Couperin, Pièces de violes, 1728, amb Ton Koopman i Ariane Maurette (Astrée)
  - 1976 - Jean de Sainte-Colombe, Concerts à deux violes esgales, amb Wieland Kuijken (Astrée)
  - 1976 - Louis de Caix d'Hervelois, Pièces de viole, avec la Basse-continuë, 1e et 3e livres, amb Ton Koopman, Ariane Maurette, Hopkinson Smith (Astrée)
  - 1976 - Monsieur de Machy, Pièces de Violle (Astrée)
  - 1976 - Robert Dowland, A musicall banquet, 1610, amb Nigel Rogers i Anthony Bailes (EMI "Reflexe")
  - 1977 - Michel de La Barre, Pièces pour la flute traversière avec la basse continue, 1710, amb Stephen Preston, Blandine Verlet i Hopkinson Smith (Astrée)
  - 1977 - Antoine Forqueray, Pièces de viole avec la basse continuë, con Ton Koopman e Christophe Coin (Astrée)
  - 1977 - Johann Sebastian Bach, 3 Sonaten für Viola da gamba und Cembalo BWV 1027-1029, amb Ton Koopman (EMI "Reflexe")
  - 1978 - The Punckes delight and other seventeenth century English music for viol and keyboard, amb Trevor Pinnock (Argo)
  - 1978 - Georg Philipp Telemann, Pariser Quartette, amb Hans-Martin Linde, Lucy van Dael, Alan Curtis, Pere Ros (EMI "Reflexe")
  - 1978 - Marin Marais, Pièces à deux violes du premier livre, 1686, amb Christophe Coin, Ton Koopman e Hopkinson Smith (Astrée)
  - 1979 - Orlando Gibbons, Fantaisies royales, amb Christophe Coin, Sergi Casademunt i Johannes Sonnleitner (Astrée)
  - 1979 - Lessons for the lyra violl (Astrée)
  - 1979 - John Coprario, Consort Musicke, amb Christophe Coin i Sergi Casademunt (Astrée)
  - 1982 - Tobias Hume, Musicall Humors (Astrée)
  - 1983 - Girolamo Frescobaldi, Arie e canzone amb Montserrat Figueras, Ton Koopman, Bruce Dickey (Philips)
  - 1983 - Giulio Caccini, Le Nuove Musiche, Firenze 1601 – Nuove Musiche e nuova maniera di scriverle Firenze 1614 amb la Schola Cantorum Basiliensis (Deutsche Harmonia Mundi)
  - 1983 - Marin Marais, Pièces de Viole du 5e Livre, 1725, amb Ton Koopman i Hopkinson Smith
  - 1984 - Luis de Milán, El maestro II. Sonetos, villancicos y romances, amb Hopkinson Smith e Montserrat Figueras (Astrée)
  - 1989 - Diego Ortiz, Recercadas del Trattado de Glosas, 1535, amb Ton Koopman, Lorenz Duftschmid, Rolf Lislevand, Paolo Pandolfo, Andrew Lawrence-King (Astrée)
  - 1992 - Marin Marais, Pièces de Viole du 3e Livre, 1711, amb Ton Koopman i Hopkinson Smith (Astrée)
  - 1992 - Monsieur de Sainte Colombe, fill, Concerts à deux violes égales, II, amb Wieland Kuijken (Astrée)
  - 1992 - Tarquinio Merula, Arie e Capricci a Voce Sola, amb Montserrat Figueras i altri (Astrée)
  - 1994 - Luis de Milán, Fantasies, Pavanes & Gallardes, amb Andrew Lawrence-King i altri (Astrée)
  - 1994 - La Lira d'Espéria - The Medieval Fiddle, amb Pedro Estevan (Astrée)
- Discografia amb Alia Vox[47]
  - 1998 - Joan Cabanilles: Batalles, Tientos & Passacalles (AV9801)
  - 1998 - José Marín: Tonos Humanos (AVSA9802)
  - 1998 - Les Voix Humaines (AV9803)
  - 1998 - Elizabethan Consort Music 1558 - 1603 (AV9804)
  - 1998 - La Folia 1490-1701 (AVSA9805)
  - 1999 - El Cant de la Sibil·la (AVSA9806)
  - 1999 - Jean-Baptiste Lully (AVSA9807)
  - 1999 - Missa Bruxellensis - Heinrich Ignaz Franz von Biber (AV9808)
  - 1999 - Diaspora Sefardi (AV9809)
  - 2000 - La Barcha d'Amore (AV9811)
  - 2000 - Die Sonaten für Viola da Gamba und Cembalo (with Ton Koopman) -J.S. Bach (AV9812)
  - 2000 - The Teares of the Muses. Anthony Holborne (AV9813)
  - 2000 - Carlos V. La Canción del Emperador (AVSA9814)
  - 2000 - Battaglie & Lamenti (1396 - 1458) (AV9815)
  - 2001 - Alfons V El Magnànim (AV9816)
  - 2001 - Harmonie Universelle (AV9810
  - 2001 - Johann Sebastian Bach (AV9817)
  - 2001 - Musikalisches Opfer-J.S. Bach (AVSA9818)
  - 2001 - Die Kunst der Fuge-J.S. Bach (AV9819)
  - 2001 - Ostinato (AV9820)
  - 2001 - Tous les Matins du Monde (AVSA9821)
  - 2002 - Farnace. Antonio Vivaldi AV9822)
  - 2002 - William Lawes (AV9823)
  - 2002 - L'Orchestre de Louis XIII (1601-1643) (AV9824)
  - 2002 - Henrich Ignaz Franz Biber (AV9825)
  - 2002 - Ninna Nanna (AV9826)
  - 2003 - Monsieur de Sainte Colombe le Fils (AV9827)
  - 2003 - Le Parnasse de la viole (AV9829)
  - 2003 - Pièces de Viole du Second Livre. Marin Marais (AV9828)
  - 2003 - Bella Terra (AV9833)
  - 2003 - Entremeses del siglo de oro (1550-1650) (AVSA9831)
  - 2003 - Alfonso Ferrabosco The Younger (AV9832)
  - 2003 - Villancicos y Danzas Criollas (AV9834)
  - 2003 - La Viola da Gama in Concerto- Antonio Vivaldi (AV9835)
  - 2004 - Homenatge al Misteri d'Elx. La Vespra (AV9836)
  - 2004 - Musicall Humors. Tobias Hume (AV9837)
  - 2004 - Isabel I. Reina de Castilla (AVSA9838)2004 -Harmonie Universelle II (AV9839)
  - 2005 - Les Concerts Royaux. François Couperin (AVSA9840)
  - 2005 - Du temps & de l'instant (AVSA9841)
  - 2005 - Les Grandes Eaux Musicales de Versailles (AV9842)
  - 2005 - Don Quijote de la Mancha (AVSA9843)
  - 2005 - Altre Follie (AVSA9844)
  - 2005 - La Musica notturna delle strade di Madrid. Luigi Boccherini (AVSA9845)
  - 2006 - Eine Kleine Nachtmusik. Wolfgang Amadeus Mozart (AVSA9846)
  - 2006 - Lux Feminæ (AVSA9847)
  - 2006 - Orient - Occident (AVSA9848)
  - 2006 - Metamorphoses Fidei (AV9849)
  - 2006 - Marin Marais Suitte d'un Goût Étranger (AVSA9851)
  - 2006 - Christophorus Columbus (AVSA9850)
  - 2007 - Lachrimae Caravaggio (AVSA9852)
  - 2007 - Ludi Musici (AV9853)
  - 2007 - Septem Verba Christi in Cruce. Joseph Haydn (AVSA9854)
  - 2007 - Claudio Monteverdi (AVSA9855)
  - 2007 - Francisco Javier - The Route to the Orient (AVSA9856)
  - 2008 - Estampies & Danses Royales (AVSA9857)
  - 2008 - Fantasias for the Viols. Henry Purcell (AVSA9859)
  - 2008 - Water Music. Georg Friederich Haendel (AVSA9860)
  - 2008 - Invocation a la nuit (AV9861)
  - 2008 - Su la Cetra Amorosa. Tarquinio Merula (AVSA9862)
  - 2008 - Mireu el nostre mar (AV9858)
  - 2008 - Jérusalem (AVSA9863)
  - 2009 - Ministriles Royales. Ménestrels royales – Royal Minstrels (AVSA9864A+B)
  - 2009 - The Celtic Viol - La Viole Celtique (AVSA9865)
  - 2009 - The Fairy Queen. The Prophetess. Henry Purcell (1659-1695) (AVSA9866)
  - 2009 - Maestros del Siglo de Oro (AVSA9867)
  - 2009 - eiwoh (AV9869)
  - 2009 - Istanbul. Dimitrie Cantemir (AVSA9870)
  - 2009 - Septem Verba Christ in Cruce. Joseph Haydn (CD/DVD) (AVDVD9868)
  - 2009 - Le Royaumé Oublié (AVSA9873)
  - 2010 - The Brandenbourgh Concertos -JS. Bach (AVSA9871)
  - 2010 - El Nuevo Mundo (AVSA9876)
  - 2010 - Le Concert Spirituel. Corelli. Telemann. Rameau (AVSA9877)
  - 2010 - The Celtic Viol II. Treble Viol & Lyra Viol (AVSA9878)
  - 2010 - Dinastia Borgia (AVSA9875)
  - 2010 - Pièces de Viole des Cinq Livres. Marin Marais (AVSA9872)
  - 2011 - Requiem. Wolfgang Amadeus Mozart (AVSA9880)
  - 2011 - El Cant de la Sibil·la a Catalunya (AVSA9879)
  - 2011 - Cançons de la Catalunya Mil·lenària. Planys & Llegendes (AVSA9881)
  - 2011 - L'orquestre de Louis XV. Jean-Philippe Rameau (AVSA9882)
  - 2011 - Hispania & Japan (AVSA9883)
  - 2011 - Aria e Lamenti. Madrigali. Claudio Monteverdi (AVSA9884)
  - 2011 - Concerts à Deux Violes Esgales. Sieur de Sainte-Colombe (AVSA9885)
  - 2011 - La Sublime Porte (AVSA9887)
  - 2011 - Mare Nostrum (AVSA9888)
  - 2012 - La Voix de l'Emotion. Montserrat Figueras (AVSA9889)
  - 2012 - Les Quatre Ouvertures. J.S Bach (AVSA9890)
  - 2012 - Jeanne D'Arc (AVSA9891)
  - 2012 - Ésprit D'Arménie. Armenian Spirit (AVSA9892)
  - 2012 - Pièces de Violes 1728. François Couperin (AVSA9893)
  - 2012 - Pro·Pacem AVSA9894)
  - 2013 - Messe en Si Mineur . J.S. Bach (AVDVD9896A)
  - 2013 - Erasmus (AVSA9895)
  - 2013 - 25 anys Capella Reial de Catalunya. 25 años La Capella Reial de Catalunya. (AVSA9897)
  - 2013 - Esprit des Balkans/Balkan Spirit (AVSA9898)
  - 2013 - Recercadas del Tratado de Golsas. Diego de Ortiz (AVSA9899)
  - 2013 - Orient-Occident II (AVSA9900)
  - 2013 - Lachrimae or Seven Teares. John Dowland (AVSA9901)
  - 2013 - Bal·Kan: Miel & Sang (AVSA9902)
  - 2014 - Alcyone. Marin Marais (AVSA9903)
  - 2014 - The Voice of Emotion II. Montserrat Figueras (AVDVD9904)
  - 2014 - M.A. Charpentier. À la Chapella Royale de Versailles (AVDVD9905)
  - 2014 - La Lira d'Esperia II. Galicia (AVSA9907)
  - 2014 - Magnificat and Concerti. Antonio Vivaldi. Johann Sebastian Bach (AVSA9909D)
  - 2015 - War and Peace. 1614-1714 (AVSA9908)
  - 2015 - Euskel Antiqva (AV9910)
  - 2015 - L'Orfeo. Claudio Monteverdi (AVSA9911)
  - 2015 - Baroque Splendor. Henrich Ignaz Franz Biber (AVSA9912)
  - 2015 - Les Éléments (AVSA9914)
  - 2016 - Simfonía Eroica. Ludwig van Beethoven (AVSA9916)
  - 2016 - Marquise (AV9701)
  - 2016 - Ramon Llull 1232 · 1316 (AVSA9917)
  - 2016 - Granada 1013-1502 (AVSA9915)
  - 2016 - Dixit Dominus. (AVSA9918)
  - 2016 - Llibre Vermell de Montserrat (AVSA9919)
  - 2017 - Les Routes de l'Esclavage (AVSA9920)
  - 2017 - Henricus Isaac (AVSA9922)
  - 2017 - Alfons X el Savi: Cantigas de Santa Maria (AVSA9923)
  - 2017 - In Excelsis Deo (AVSA9924)
  - 2017 - Venezia Millenaria (AVSA9925)
  - 2018 - Musica Nova (AVSA9926)
  - 2018 - Bailar Cantando (AVSA9927)
  - 2018 - François Couperin: Les Nations (AVSA9928)
  - 2018 - Jean-Féry Rebel & Georg Philipp Telemann - Terpsichore: Apothéose de la danse baroque (AVSA9929)
  - 2019 - Ibn Battuta: Le Voyageur de l'Islam 1304-1377 (AVSA9930)
  - 2019 - J.S. Bach: Markus Passion, BWV 247 (AVSA9931)
  - 2019 - W.A. Mozart: Le Testament Symphonique (AVSA9934)
  - 2019 - Antonio Vivaldi: Juditha Triumphans (AVSA9935)
  - 2019 - Handel: Messiah (AVSA9936)
  - 2020 - Beethoven: Symphonies Nos. 1 - 5 (AVSA9937)
  - 2020 - Synergia - Musiques de l’Île de Chypre (AVSA9938)
  - 2020 - Marin Marais: Alcione. Tragédie lyrique (AVSA9939)
  - 2020 - J.S. Bach: Oratorio de Noël, BWV 248 (AVSA9940)
  - 2021 - La Lira d'Esperia (AVSA9942)
  - 2021 - Tomás Luis de Victoria: Passion: Officium Hebdomadae Sanctae (AVSA9943)
- Discografia amb Alto
  - 2020 - German Baroque: From Hammerschmidt to Telemann (ALC1420)

## Filmografia
- 1991 Tous les matins du monde (Alain Corneau, dir)
- 1993 El pájaro de la felicidad (Pilar Miró, dir)
- 1994 Jeanne la Pucelle I - Les batailles (Jacques Rivette, dir)
- 1994 Jeanne la Pucelle II - Les prisons (Jacques Rivette, dir)
- 1997 Hosszú alkony (Attila Janisch, dir)
- 1997 Marquise (Véra Belmont, dir)
- 1998 Secret défense (Jacques Rivette, dir)

## Premis i distincions
- 1988: Officier de l'Ordre des Arts et Lettres, pel Ministeri de Cultura francès.
- 1990: Creu de Sant Jordi
- 1998: Medalla de Oro de las Bellas Artes, pel Ministeri de Cultura d'Espanya
- 1999: Membre d'Honor de la Konzerthaus de Viena
- 2000: Premi d'Honor Jaume I
- 2000: Doctor Honoris Causa per la Université Catholique de Louvain (Bèlgica)
- 2003: Medalla d'Honor del Parlament de Catalunya
- 2006: Doctor honoris causa per la Universitat de Barcelona
- 2008: Nomenament com a Artista per la Pau - Ambaixador honorari i de bona voluntat de la Unesco (compartit amb Montserrat Figueras).[40][48]
- 2009: Premi Händel, atorgat per la ciutat alemanya de Halle (Saxònia-Anhalt)[49]
- 2009: Premi Nacional de Música (Premis Nacionals de Cultura de Catalunya)[49]
- 2010: Praetorius Musikpreis Niedersachsen (Ministeri de Cultura i Ciència de la Baixa Saxònia)[49]
- 2011: Premi Grammy, pel treball Dinastia Borja.
- 2012: Premi musical Léonie Sonning
- 2013: Cavaller de la Legió d'Honor
- 2014: Medalla d'Or de la Generalitat de Catalunya
- 2014: Premio Nacional de Música del Ministeri de Cultura d'Espanya, en la modalitat d'Interpretació, al qual renúncia en protesta contra la política cultural del Govern d'Espanya.[50]
- 2015: Medalla d'Or de l'Ajuntament de Barcelona.[51]
- 2016: Nomenament Doctor "Honoris Causa" per la Universitat d'Utrecht[52]
- 2016: Premi “Jurica Murai" per la millor interpretació pel recital de viola de gamba que va oferir a Croàcia, atorgat pel Festival de Vespres Barrocs de Varazdin, Croàcia, el 24 de setembre de 2016[53]
- 2017: Premi Ciutat de Barcelona[45]
- 2017: Premi Pau Casals, en la seva primera edició. "Per l'excel·lència del mestre Jordi Savall en l'àmbit de la música antiga i la seva contribució decisiva a la projecció internacional de la cultura catalana".[54]
- 2018: Premi Canigó de la Universitat Catalana d'Estiu.
- 2021: Premi Prat de la Riba de l'Institut d'Estudis Catalans.[55]
- 2022: Membre honorari de la Royal Philharmonic Society.[56]
- 2024: Doctor honoris causa per la Universitat de les Illes Balears.[57]